# Palaeomystella
Palaeomystella is een geslacht van vlinders uit de familie wilgenroosjesmotten (Momphidae). Het geslacht werd voor het eerst benoemd door Edward Meyrick, die er in 1931 de naam Palaeomystis aan gaf. Die naam was echter in 1894 door William Warren al gegeven aan een geslacht van vlinders uit de familie van de spanners (Geometridae). In 1940 publiceerde Thomas Bainbrigge Fletcher de huidige naam van het geslacht als nomen novum voor Meyricks ongeldig gepubliceerde naam. De typesoort van het geslacht is Palaeomystis chalcopeda Meyrick, 1931, de enige soort die Meyrick in het geslacht plaatste.
Alle tot 2014 benoemde soorten uit dit geslacht komen voor in het tropisch regenwoud van Brazilië. Van alle soorten maken de rupsen het begin van hun ontwikkeling door in gallen die ze zelf veroorzaken.

## Systematische positie
Het geslacht werd aanvankellijk in de familie Cosmopterigidae geplaatst. John Heppner verhuisde het in 1984 naar de familie Agonoxenidae, zonder evenwel het holotype, een vrouwtje, uit de collectie van Joannis, bewaard in MNHN, van de tot dan enige soort te hebben gezien. In 1999 verklaarde Becker dat de genitalia van het holotype van P. chalcopeda beschadigd waren, waardoor de systematische positie tot dan toe problematisch was geweest. Door het bestuderen van de mannelijke genitalia van enkele exemplaren van tot dan toe onbenoemde soorten, die volgens Becker echter met zekerheid tot hetzelfde geslacht behoorden, bepaalde hij dat het geslacht in de onderfamilie Momphinae van de familie Coleophoridae diende te worden geplaatst. Die onderfamilie werd later opgewaardeerd tot de familie Momphidae (wilgenroosjesmotten).

## Soorten
- Palaeomystella chalcopeda (Meyrick, 1931)
- Palaeomystella fernandesi Moreira & Becker, 2014
- Palaeomystella henriettiphila Becker & Adamski, 2008
- Palaeomystella oligophaga Becker & Adamski, 2008
- Palaeomystella rosaemariae Moreira & Becker, 2014
- Palaeomystella tavaresi Becker & Moreira, 2014
- Palaeomystella tibouchinae Becker & Adamski, 2008